# KompoZer
KompoZer — це WYSIWYG-HTML-редактор, заснований на Nvu. У березні 2007 року Download.com оголосила KompoZer найкращою безкоштовною альтернативою Adobe CS3. 
Станом на грудень 2008 року проект не оновлювався більше року, і, схоже, його було припинено в результаті відсутності розробників. Проте, відповідно до оновленої інформації про стан на 20 січня 2009, KompoZer, нарешті, був перенесений на Gecko 1.8.1, і код знаходиться у стадії доробки після суворої перевірки. 
Остання версія, що знаходиться у розробці (0.8b3) (яка не оновлювалася майже 5 років). Проте є надія, що скоро з'явиться нова версія, оскільки автор програми покинув працювати у Mozilla. 

## Можливості програми
- Робота у режимі WYSIWYG, редагування безпосередньо вихідного коду
- Вбудований FTP-клієнт
- KompoZer може перевірити вихідний код сторінки за допомогою HTML-валідатора від W3C
- GUI створений за допомогою мови розмітки XUL
- Робота з декількома документами за допомогою вкладок